# Kirche Hl. Großmärtyrer Dimitri (Cvrtkovci)
Die Kirche Hl. Großmärtyrer Dimitri (serbisch: Црква светог великомученика Димитрија, Crkva svetog velikomučenika Dimitrija) ist eine Serbisch-orthodoxe Kirche in Cvrtkovci, einem Dorf in der Gemeinde Stanari nahe Doboj im Norden von Bosnien und Herzegowina.
Die von 1999 bis 2009 erbaute Kirche ist eine Filialkirche der Pfarrei Brestovo im Dekanat Derventa der Eparchie Zvornik-Tuzla der Serbisch-Orthodoxen Kirche und ist dem Hl. Großmärtyrer Dimitri geweiht.

## Lage
Die Kirche steht im Weiler Lukići des um die 650 Einwohner zählenden Dorfes Cvrtkovci. Unweit der Kirche befindet sich der Serbisch-orthodoxe Friedhof zu Cvrtkovci namens Mrsavci.

## Geschichte
Schon 1980 schenkte der inzwischen verstorbene Jovan Lukić das Bauland zum Kirchenbau. Der Bau des Kirchengebäudes begann im Jahre 1999. Am 8. November 1999, dem Feiertag (Slava) des Heiligen Großmärtyrers Dimitri, wurden die Kirchenfundamente vom damaligen Bischof der Eparchie Zvornik-Tuzla Vasilije Kačavenda geweiht.
Ktitoren der Kirche waren: Zoran B. Tutnjević, Brane und Koviljka Narić, Božo Gostimirović und Ratko M. Tutnjević.
Nach der Beendigung der Bauarbeiten wurde die Kirche am 8. November 2009 feierlich vom Bischof Vasilije Kačavenda eingeweiht. Hunderte Gläubige waren zu diesem Ereignis erschienen.
Paten der Kirche wurden die Geschwister Boris und Marija Tutnjević. Pate der Ikonostase wurde Brane Narić und Koviljka Narić Patin der Kirchglocke.
Die Kirchenbücher werden seit 1980 geführt. Priester der Kirche ist Cvijetin D. Mitrović.

## Architektur
Die einschiffige Kirche ist im serbisch-byzantinischen Stil erbaut mit einer Altar-Apsis im Osten, jeweils einem Seitenarm an der Süd- und Nordseite und einem Kirchturm an der Westseite mitsamt einer Kirchenglocke.
Die Dimensionen der Kirche betragen 15 х 9 m. Zum Bau des Kirchengebäudes wurden ausschließlich kleine Ziegelsteine verwendet. Das Kirchendach und der Altar wurden mit Kupfer abgedeckt.
Die Fassade der Kirche ist schlicht in Weiß gehalten, das Kirchendach in einem hellen orangen Ziegelton. Auffällig ist die schwarze Zwiebelturmkuppel. Eingänge befinden sich an der West- und Südseite.
Die Kirche ist im Inneren nicht mit byzantinischen Fresken bemalt. Die Ikonostase aus Eichenholz wurde von Slobodan Božić aus Striježevica geschnitzt. Die Ikonen malte Aleksandar Čereković aus Sremska Kamenica in Serbien.

## Quelle
- Artikel über die Kirche auf der Seite der Eparchie von Zvornik-Tuzla (serbisch)
- Artikel über die Kircheinweihung auf der Seite der Serbisch-orthodoxen Kirche (serbisch)

Koordinaten: 44° 47′ 44,8″ N, 17° 50′ 49,3″ O